# Boulant gantois
Le boulant gantois (gentse kropper, en flamand) est une race de pigeons domestiques originaire de Belgique. Elle est classée dans la catégorie des pigeons boulants. Cette race domine les autres races de boulants par sa grande taille et le volume de son jabot gonflé. 

## Histoire

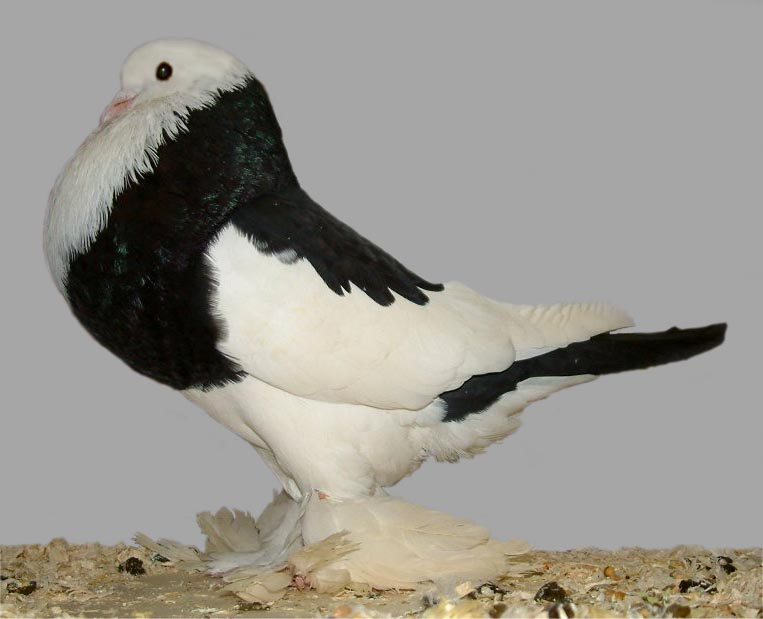
Boulant gantois

Le boulant gantois est issu de sélections anciennes à partir notamment du boulant hollandais, effectuées depuis le XVe siècle par les éleveurs flamands de la région de Gand.

## Description
Ce pigeon de grande taille et au corps trapu existe dans de nombreux coloris et dessins : les plus communs présentent une large bavette blanche sur la poitrine, tandis que la couleur du plumage peut être en noir, bleu, rouge, jaune ou argenté. Il peut être barré noir ou bleu foncé, tigré ou écaillé. Il existe en fait cinq variétés : le dominicain, qui est blanc, sauf un manteau noir, ou jaune, rouge, rouge cendré, rouge écaillé, rouge cendré écaillé, bleu écaillé, bleu, argenté, argenté écaillé, dun, ou bien encore rouge cendré sans barres. Cette variété est la plus prisée des amateurs de cette race; ensuite le gantois à bavette, variété unicolore (sauf sa bavette blanche, ainsi que le ventre et le croupion); le gantois heurté, entièrement blanc sauf quelques plumes de couleur sur la tête et la queue colorée ; le gantois unicolore (noir, rouge, jaune ou blanc); et enfin le mismarked.
Ses tarses sont fortement emplumées, comme chez le boulant hollandais. Le boulant gantois est d'un caractère gai et remuant.